# Lee Tomlin
Lee Marc Tomlin, né le 12 janvier 1989 à Leicester, est un footballeur anglais qui évolue au poste d'attaquant à Doncaster Rovers.

## Biographie

### En club
Le 18 février 2014, il rejoint le club de Middlesbrough.
Le 13 juillet 2017, il rejoint Cardiff City.
Le 31 janvier 2018, il est prêté à Nottingham Forest.
Le 8 janvier 2019, il est prêté à Peterborough United.
Le 22 juillet 2022, il rejoint Doncaster Rovers.

## Palmarès

### En club
- Cardiff City
  - Vice-champion de l'EFL Championship (D2) en 2018